# Sólyomtelke
Sólyomtelke (románul:  Cornești, falu Romániában, Kolozs megyében.

## Fekvése
Kolozsvártól északnyugatra, Vásártelke és Türe közt fekvő település.

## Nevének említése
Sólyomtelke Árpád-kori település, nevét az oklevelek 1263-ban említették először Solyumtelke néven.

## Története
A falu a kolozsmonostori apátság birtokai közé tartozott.
A 17. században Kalotaszeg malomkőfejtő központja Sólyomtelke volt. A sólyomtelkiek látták el malomkővel a gyalui uradalom malmait, ezért kedvezményben részesültek: ostoradót nem fizettek. 
A 20. század elején Kolozs vármegye Nádasmenti járásához tartozott.

## Népessége
- 1910-ben végzett népszámláláskor 291 lakosából 5 magyar, 265 román volt, ebből 286 volt görögkatolikus.